# San Pietro in Cerro
San Pietro in Cerro és un municipi de la província de Piacenza, a la regió italiana d'Emília-Romanya, situat a uns 120 quilòmetres al nord-oest de Bolonya i a uns 20 quilòmetres a l'est de Piacenza. A 31 de desembre de 2004, tenia una població de 962 habitants i una superfície de 27,5 quilòmetres quadrats.
San Pietro in Cerro limita amb els municipis següents: Caorso, Cortemaggiore, Monticelli d'Ongina i Villanova Sull'Arda.